# Workgroup Computing

Einordnung in die CSCW-Pyramide

Der Begriff Rechnergruppenarbeit (RGA) oder englisch Workgroup Computing bezeichnet eine Komponente des Computer Supported Cooperative Work (CSCW). Es handelt sich hierbei um die Unterstützung von aperiodischer und schwach strukturierter Team- bzw. Gruppenarbeit, die einen hohen Grad an Zusammenarbeit (Kooperation) erfordert. Durch Workgroup Computing wird versucht, die Zusammenarbeit durch rechnergestützte, vernetzte Systeme zu erleichtern bzw. erst zu ermöglichen.
Die Teammitglieder können dabei geographisch und zeitlich voneinander getrennt sein, z. B. Softwareentwicklung in verschiedenen Zeitzonen oder Kontinenten. Aus diesem Grund gibt es auch ganz unterschiedliche Editoren, die Echtzeit- bzw. zeitversetztes Arbeiten ermöglichen. Dies bedarf spezieller Mechanismen, um die Arbeitskontrolle (z. B. Cursorbewegung, Scrollen im Dokument) bei synchroner (Echtzeit-)Bearbeitung zu regeln. Bei solchen Konflikten spricht man auch von mouse bzw. scroll wars.
Wichtig ist, dass die Bearbeitung auf der gleichen Dokumentenbasis geschieht. Durch diese zentrale Datenverwaltung können die Redundanzen und die verschiedenen Versionen von Dokumenten gut kontrolliert werden. Um die geographische Ferne zu überbrücken, hat die Kommunikation einen hohen Stellenwert.
Groupware stellt eine Sammlung von Programmen dar, die zumeist aus abgewandelten Anwendungs- und Kommunikationsprogrammen besteht, die Workgroup Computing möglich macht.

## Komponenten
- Gruppeneditoren (zeitsynchron bzw. asynchron)
- Gemeinsame Datenhaltung
- Zugriffsmechanismen, die die Datenintegrität bewahren
- Elektronische Sitzungsräume bzw. Möglichkeiten zur spontanen Kontaktaufnahme mit Teammitgliedern
- Förderung von Gruppen- und Individualkommunikation
- Personal Information Manager (PIM): Kalender, Terminplanung, Notizen etc.

## Abgrenzung
Im Gegensatz dazu sind Workflow-Management Systeme, ebenso Teil der CSCW, mit der Koordination von strukturierten Abläufen beschäftigt, wie bei Geschäftsprozessen z. B. Standardisierte Schadensaufnahme bei Versicherungen.